# 坎貝爾 (紐約州)
坎貝爾（英語：Campbell）是一個位於美國紐約州斯托本縣的鎮。

## 人口
根據2020年美國人口普查的數據，坎貝爾的面積為105.62平方千米，當中陸地面積為105.37平方千米，而水域面積為0.24平方千米。當地共有人口3163人，而人口密度為每平方千米30人。